# Magarowie
Magarowie (nep. मगर जाति Magar dźati) – grupa etniczna w Nepalu, zamieszkująca zachodnie i południowe zbocza pasma Dhaulagiri, a na wschodzie aż po dolinę rzeki Gandaki. Stanowią około 7% ludności Nepalu (spis ludności z 2001 roku). Posługują się językiem magar z tybetobirmańskiej rodziny językowej. W większości wyznają hinduizm, około 25% buddyzm (grupa Kham-Magar).